# Riacho Aguiar
O Riacho Aguiar (também chamado o rio Aguiar) é um riacho (um pequeno rio) brasileiro que banha o estado da Paraíba. O rio é responsável pelo abastecimento do Açude Coremas-Mãe d'Água.